# عملية ليندبرغ
عملية ليندبرغ هي عملية جراحية تم إجراؤها بالكامل عن بُعد بواسطة فريق من الجراحين الفرنسيين الذين كانوا موجودين آنذاك في نيويورك لمريضة في ستراسبورغ بفرنسا (على بعد آلاف الأميال)، باستخدام وسائل الاتصال الحديثة القائمة على الخدمات فائقة السرعة وأساليب الجراحة الروبوتية المعقدة. وقد تم إجراء العملية بنجاح في 7 سبتمبر 2001 على يد البروفيسور جاك مارسو وفريقه من معهد أبحاث سرطان الجهاز الهضمي ((IRCAD. وكانت هذه هي المرة الأولى في تاريخ الطب التي يثبت فيها أحد الحلول التقنية قدرته على تقليل التأخير في الوقت الذي يحدث عند البث من مسافات بعيدة، حتى تتم مثل تلك العمليات بنجاح. اشتق اسم العملية من اسم الطيار الأمريكي تشارلز ليندبرغ لأنه كان أول من حلق منفردًا في سماء المحيط الأطلنطي.

## تفاصيل العملية
تضمنت العملية جراحة طفيفة التوغل: حيث كانت العملية التي استمرت لمدة 45 دقيقة عبارة عن جراحة استئصال المرارة لمريضة تبلغ من العمر 68 عامًا في غرفة عمليات في مستشفى ستراسبورغ المدني في شرق فرنسا. واستطاع الجراح الموجود في نيويورك أن يتحكم في ذراع الروبوت الجراحي زيوس (ZEUS)، والذي صممته شركة كمبيوتر موشن، ليجري العملية للمريضة. وتم توفير الاتصال بين الروبوت والجراح عن طريق خدمة ألياف بصرية فائقة السرعة قدمتها العديد من الكيانات المتضافرة في شركة فرانس تيليكوم.

## المشاركون في المشروع
كانت العملية نتيجة لتضافر جهود كل من معهد أبحاث سرطان الجهاز الهضمي ومجموعة فرانس تيليكوم وشركة كمبيوتر موشن وهي إحدى الشركات التي تعمل في مجال تطوير الأنظمة الروبوتية الجراحية. كما شارك المعهد الأوروبي للجراحة عن بُعد وفرانس تيليكوم أيضًا في هذه العملية.